# 中林雅
中林 雅（なかばやし みやび、1987年 - ）は、日本の生物学者。専門は動物生態学。

## 人物・経歴
1987年、兵庫県多紀郡丹南町(現・丹波篠山市)生まれ。2004年高校2年の夏休みに参加した兵庫県立人と自然の博物館主催のボルネオジャングル体験スクールで、夜のジャングルに生きる野生のパームシベットを見て、ボルネオ島でシベットの研究をすると決心した。2010年京都大学野生動物研究センターに大学院生として入学し、ボルネオ島のシベットの研究を開始した。夜行性のシベットを観察するために55日連続徹夜し、樹上性のシベットを追うためにアスリートのように食事と運動に注意を払って自らの身体を樹上に適応させようとした。複数種のシベット共存機構、シベットによる半着生性イチジクの種子散布などのボルネオ島における一連のシベット研究は、世界的な視点からも興味深く新たな哺乳類学の一面を開拓してきたとして、2023年日本哺乳類学会奨励賞を受賞した。現在では、人と野生動物の軋轢に研究テーマが移行しつつある。

## 略歴
- 2010年 - 2015年 京都大学大学院理学研究科修士課程・博士課程
- 2019年 広島大学大学院国際協力研究科 (現 先進理工系科学研究科) 助教
- 2022年 広島大学大学院統合生命科学研究科 准教授[6]

## 主な受賞歴
- 2020年 日本熱帯生態学会吉良賞奨励賞[7]
  - シベットの一種 ビントロングがボルネオ島の半着生性イチジクの有効な種子散布者だとする研究
- 2023年 日本哺乳類学会奨励賞[5]
  - 東南アジアの食肉類、特にシベットに関する一連の研究

## 著書
- 『動物記4 夜のイチジクの木の上で フルーツ好きの食肉類シベット』（著者:中林雅）（2021年10月、京都大学学術出版会）ISBN 9784814003563